# Utricularia tridentata
Utricularia tridentata — вид рослин із родини пухирникових (Lentibulariaceae).

## Біоморфологічна характеристика
Це наземна багаторічна трава.

## Середовище проживання
Вид росте в південній Бразилії, північній Аргентині, Уругваї.
Живе на вологих полях, на берегах струмків і водоспадів, переважно на водно-болотних угіддях.